# Ludowy Ruch Ukrainy na rzecz Przebudowy
Ludowy Ruch Ukrainy na rzecz Przebudowy (zwany również Narodowym Ruchem Ukrainy na rzecz Przebudowy, lub krótko „Ruchem”, ukr. ukr. Народний Рух України за перебудову) – ukraińska organizacja społeczna założona w 1989.

## Historia
23 listopada 1988 dysydenci oraz grupa kijowskich pisarzy (część z nich należała do KPZR) stworzyła Grupę Inicjatywną „Ruchu”. 16 lutego 1989 w „Literaturnoj Ukrajinie” opublikowano projekt programu „Ruchu”, który wywołał ożywioną dyskusję w wielu środowiskach.
Jednym z najważniejszych bodźców do powstania Ruchu był rozwój organizacji niepodległościowych w radzieckich republikach bałtyckich, a także obrady Okrągłego Stołu i czerwcowe wybory w Polsce. Nie bez znaczenia było również poparcie jakiego Ruchowi udzielił sekretarz generalny KPZR Michaił Gorbaczow.
W dniach 8–10 września 1989 odbył się w Kijowie jego zjazd założycielski. W zjeździe oprócz tysiąca delegatów ze wszystkich obwodów Ukrainy uczestniczyli przedstawiciele frontów ludowych republik nadbałtyckich, oraz delegacja „Solidarności” z Bogdanem Borusewiczem, Zbigniewem Janasem, Franciszkiem Sakiem, Włodzimierzem Mokrym i Adamem Michnikiem.
W czasie obrad zarysowały się dwa nurty: umiarkowany (federacyjny, z Iwanem Draczem i Dmytrem Pawłyczką) oraz radykalny (niepodległościowy, z Łewkiem Łukjanenką i Wjaczesławem Czornowiłem).
Koalicja ta zdjęła z dysydentów odium „kryminalistów”, ale jednocześnie ograniczyła możliwości budowania, w ramach Ruchu, programu niepodległościowego dla Ukrainy. W materiałach programowych Zjazdu znalazło się jedynie stwierdzenie, że organizacja ta zmierzać będzie do przetworzenia ZSRR w federację rzeczywiście samodzielnych republik.
Bardzo ważnym aktem Zjazdu, ze względu na wielonarodowościową strukturę republiki, było uchwalenie rezolucji: „Do wszystkich nie-Ukraińców na Ukrainie” oraz „Przeciw antysemityzmowi”. Ruch startował w polityczne życie bardzo dbając o to, aby przełamać negatywny stereotyp Ukraińca-antysemity i ksenofoba. Działacze tej organizacji od samego początku starali się nadać Ruchowi bardziej uniwersalny, a nie tylko ukraiński charakter. Mocno akcentowano otwartość i obywatelskość tej organizacji.
Przewodniczącym Ruchu został wybrany Iwan Dracz, zastępcami Mychajło Horyń i Ołeksandr Ławrynowycz.
Od 1990 Ruch był wpływową siłą polityczną (zarejestrowany został 12 lutego), w 1992 przekształcony w partię Ludowy Ruch Ukrainy.